# رفراف فضي شمالي
رفراف فضي شمالي (الاسم العلمي Ceyx flumenicola)، طائر من مخيط الماء وفصيلة رفرافيات. موطنه الفلبين. موائله الطبيعية ضفوف الأنهار وأراضي الغابات الرطبة المنخفضة الشبه الاستوائية أو المدارية. وهي مهددة بفد مائلها الطبيعية.
كان هذه النوع والرفراف الفضي الجنوبي  في السابق غير محددة التصنيف وتسمى بشكل عام  الرفارف الفضية.